# SYUFO
SYUFO（しゅうほう、1954年〈昭和29年〉4月7日 -　）は、日本の漫画家である。紙媒体を制作活動の基礎とする分野では旧来のペンネームである板橋 しゅうほう（いたはし しゅうほう）を用いる。 本名は板橋 秀法（いたはし ひでのり）。滋賀県生まれ。京都市立芸術大学日本画科卒業。

## 来歴
大学在学中であった1976年（昭和51年）、アニメ雑誌『月刊OUT』誌上に掲載された「ペイルココーン」にてデビュー。SFアクション漫画を得意とする。1981年（昭和56年）には少年向け漫画雑誌『週刊少年ジャンプ』（集英社）で発表した「いたはししゅうほうとアルゴノウツ」名義作品『ラッキールートへランナウェイ』で第21回手塚賞準入選を受賞している。
2014年時点、SYUFO名義でウェブコミックを中心に作品を発表しているほか、板橋しゅうほう名義で京都精華大学マンガ学部マンガ学科および大学院マンガ研究科の教授も務めている。
2017年12月～、板橋しゅうほう名義に戻り、クトゥルフ神話をテーマとした電子コミック雑誌『ZONE OF CTHULUHU（ゾーンオブクトゥルフ）』（三栄）のプロデュース。同誌に新作『Be My Dunwich』（ハワード・フィリップス・ラブクラフト作『ダニッチの怪』）の連載を開始、全6話で完結。
2019年～、電子コミック雑誌『ZONE OF CTHULUHU（ゾーンオブクトゥルフ）』にて、『火星兵団』（原作：海野十三）を連載開始。
現在、『凱羅（がいら）』『アイ・シティ』をはじめとするほぼ全作品は、（株）三栄から電子コミックとして全巻配信されている。

## 人物・エピソード
- 幼少期に図書館に勤めていた祖父母が、展示されなくなった洋書の絵本やアメリカン・コミックス（アメコミ）を持ち帰っていたことから、日本の漫画よりアメコミに親しむようになった[5]。
- イラストレーターの開田裕治やキャラクターデザイナーの久保宗雄は大学時代の同級生であった[7][5]。『スパイダーマン』や『バトルフィーバーJ』への参加は企画者104へ入社した久保からの繋がりによるものであった[5]。
- 大学時代は自ら初代部長となって漫画研究会を設立し、黎明期のコミックマーケットに同人誌を出品していた[5]。この同人誌を、みのり書房に務めていた聖咲奇が購読していたことがきっかけで、同社の雑誌『オカルト時代』のイラストを担当するようになり、デビューへとつながっていった[5]。
- 『ペイルココーン』の連載も『月刊OUT』の創刊に際して聖から声をかけられたことによる[5]。大学卒業を控えていたため3回程度のつもりであったが、連載が続いたことから執筆のため上京することとなった[5]。
- 1980年ごろに体調を崩して東京から関西の実家へ戻った[5][3]。その後も漫画家としての活動は続けたが、東映でのキャラクターデザインからは離れることとなった[5]。帰郷後の時期に『宇宙刑事ギャバン』のハンターキラーも手掛けているが、企画そのものには携わっていない[3]。

## 作品リスト
ペイルココーン 蒼ざめた繭
1977 - 1978年11月、アニメ雑誌『月刊OUT』と増刊の『ランデヴー』『ランデヴーコミック』（みのり書房）などに掲載されたデビュー作品。
宇宙戦艦の艦長・火野明を始めとする地球防衛機構の面々と、地球に攻撃を仕掛ける外宇宙文明・ガーディザンとの戦いを描く。謎の生物・ソリトイの存在や時間移動の要素が絡み、舞台を宇宙から古代ローマや大江戸にまで目まぐるしく移し、事態は予想だにしない方向へ進んでいく。
当初は難解な世界観に裏打ちされた真面目でシリアスな内容だったが読者に受けず、やけくそでギャグを織り交ぜた途端に（「平行宇宙の町内会編」直前から）、大人気になった作品である。『OUT』誌上での特集も組まれ、作者も悪のりしてペイルココーン偽LPの嘘宣伝なども展開された。『ペイルココーン』単行本では主に本作品が単品収録されている。ただし、単行本ではラスト部分が連載版とは若干異なり、続編を暗示するコマが描き直されて本作品のみで完結する結末になっている。
単行本は全1巻。東京三世社から1982年にハードカバー版。1984年にソフトカバー版。フロム出版社から1992年にベル・コミックス版が出版されている。
2017年に三栄書房から電子版コミック配信。
熱中ジアーラ怪物編
アニメ誌『アニメック』1981年第8-10号で連載された、ジアーラ他、『ペイルココーン』のキャラクターを用いたギャグ漫画。と見せかけて『ペイルココーン 蒼ざめた繭 第二部』との正体を晒した途端、連載を打ち切られる。なお、この第二部では衛星軌道上で瀕死のガーホンも国際防衛機構に救助されて一命を取り留めている。
本作品は各社の『ペイルココーン』単行本には収録されておらず、その存在を知る者が少ない『ペイルココーン』幻の第二部である。
アイ・シティ
近未来超能力SF。OVA化および劇場アニメ化されている。
単行本は1984-85年に双葉社から全2巻。映画化記念スペシャル版として1990年に、描き下ろしが追加された全2巻が出版された。他、1996年に大都社が全2巻を出している。2017年に三栄書房から電子版コミックが全4巻で配信されている。
Hey! ギャモン
単行本は1984-85年に双葉社より全3巻。1990年に判型を変えて全2巻。2017年に三栄書房から電子版コミックが配信されている。
エイリアンクラッシュ
単行本は1984年に潮出版社から全1巻。
ヘクトパスカルズ

妖術本舗
2016年に三栄書房から電子版コミックが配信されている。全2巻。
DAVID
『月刊WHAT（ワット）』（東京三世社）に連載された。全2巻。東京三世社版コミックスは「ニューオカルトSFサスペンス大傑作」と銘打たれ、1巻帯のアオリ文には「未来版切り裂きジャック!!DAVID」、2巻は「神の子創造計画により誕生したDAVID」と記されている。
2017年に三栄書房から電子版コミックが配信されている。
シルベスター
2017年に三栄書房から電子版コミックが配信されている。
グランドメーカー[板橋しゅうほう傑作短編セレクション1]
2017年に三栄書房から電子版コミックが配信されている。
That's 荒神 [板橋しゅうほう傑作短編セレクション2]
大都社、1997年。2017年に三栄書房から電子版コミックが配信されている。
パパキングママジェット[板橋しゅうほう傑作短編セレクション3]
単行本は1984年に東京三世社より全1巻。2017年に三栄書房から電子版コミックが配信されている。
スリック・スター
単行本は1992-94年に潮出版社から全4巻。2017年に三栄書房から電子版コミックが配信されている。
ラッキールートへランナウェイ
単行本は1984年に集英社から全1巻。
セブンブリッジ
潮出版社より、1986-90年に単行本全7巻。2017年に三栄書房から電子版コミックが配信されている。
凱羅（がいら）
電子データを視覚的に認識できる異能者・善鏡とその娘・梨久を主人公に、異能者を生み出す“凱羅因子”の秘密に迫っていくサイバーパンクSF。
当初は『月刊スーパーアクション』（双葉社）にて連載、単行本も双葉社より1987年に2巻発売されたが、掲載誌の廃刊により中断。後に出版社を変更して『ログアウト』→『月刊ログアウト』（アスキー出版局）で連載再開し完結、単行本もアスキーより『月間スーパーアクション』掲載分を含めた完全版が1993年に全4巻で発売された。2017年に三栄書房から電子版コミックが配信されている。
FUNKY GUTSMAN !

G-CUP -THE GALAXY CUP-
地球圏の支配を目論む宇宙人・バーガリアンを相手に、超人的身体能力を持つ野球チームが地球の運命を賭けた試合を戦いを挑むSF野球漫画。
『コミック・ガンボ』掲載。全2巻予定であったが、出版社の倒産により、第2巻は未発売となった。2019年に三栄書房から全4巻完結で電子版コミックが配信されている。
化虎 -KETORA-
人間に変異能力を与える薬物・化虎を巡るテロとの戦いを描くバイオ・サイバーパンク。
ウェブコミック誌『e-manga』掲載。未単行本化。2019年に三栄書房より完全版を電子コミックで5巻まで配信されているが、ストーリー自体は未完である。

Be My Dunwich（ビイ・マイ・ダニッチ）
ウェブコミック誌『ZONE OF CTHULUHU』掲載。ラブクラフト原作の『ダニッチの怪』をコミカライズ。全1巻。2019年に三栄書房より電子コミックが配信されている。

### コミカライズ
ザ☆ウルトラマン
雑誌『小学五年生』1979年5月号- 11月号。
氷 (X-ファイルのエピソード)
『コミックス X-ファイル』VOL.1（徳間書店、1996年）収録。

## キャラクターデザイン
- スパイダーマン
- バトルフィーバーJ
- 宇宙刑事ギャバン - ハンターキラーデザイン[3]

## イラスト
- 『ファンタスティックTVコレクションNo3　科学忍者隊ガッチャマンPART2』（朝日ソノラマ 1978年8月1日発行）。

書き下ろし絵物語「嵐を呼ぶミイラ巨人」を収録。
- 『エキセントリック・サウンド・オブ・スパイダーマン』（『スパイダーマン』サウンドトラックLP）ジャケット

CDでは著作権上の問題から、表面は楽譜の写真に、裏面は番組のタイトル画面の画像に差し替えられている。
- 『組曲 バトルフィーバーJ』（『バトルフィーバーJ』サウンドトラックLP）ジャケット

のちに『バトルフィーバーJ MUSIC COLLECTION』のジャケットにも流用されている。

## ゲーム
- ダウンロード2
- ランニング・ハイ
- キャロル・ザ・ダークエンジェル
- サイバーオーグ